# Esprit gaulois
Esprit gaulois ist ein nationales Autostereotyp im Französischen. Es bezeichnet eine Eigenschaft, die angeblich schon die alten Gallier besessen haben, nämlich eine Mischung aus Schlagfertigkeit, Witz und Spottlust ohne Tabus, jedoch mit der Auflage, dass man zwar derb und anzüglich, aber nicht plump sein darf und auch nicht grob verletzend. Der esprit gaulois manifestiert sich praktisch ausschließlich verbal, kaum in Form etwa lustiger Streiche oder komischen Verhaltens.
Als typische Vertreter des esprit gaulois gelten der Renaissance-Autor François Rabelais oder Asterix und Obelix.
Angehörigen anderer Völker, insbesondere den Deutschen, soll der esprit gaulois naturgemäß verschlossen sein.